# Louis-Charles, Conte de Beaujolais

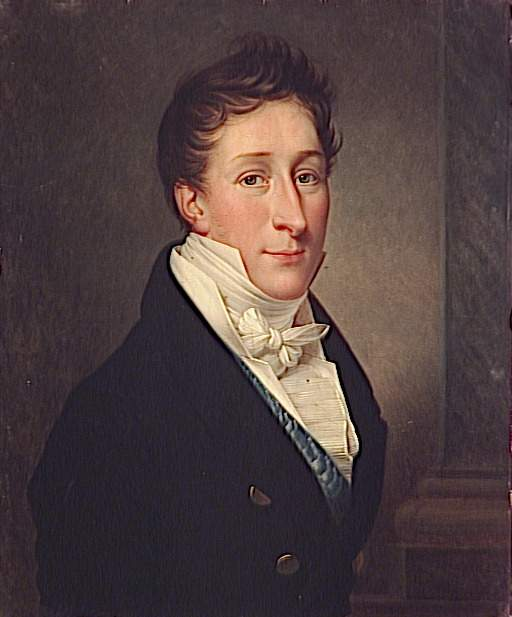
Louis-Charles, Conte de Beaujolais

Louis Charles Alphonse Léodgard d'Orléans, Conte de Beaujolais (17 octombrie 1779 – 30 mai 1808) a fost nobil francez, fiu al lui Philippe Égalité și fratele mai mic al regelui Louis-Philippe I al Franței.

## Biografie
Louis Charles s-a născut la Palais-Royal din Paris. A fost al treilea și cel mai mic fiu al lui Philippe d'Orléans, Duce de Chartres, mai târziu Duce de Orléans ca Philippe Égalité, și a soției acestuia, Louise Marie Adélaïde de Bourbon. Ca membru al Casei de Bourbon, a fost prinț de sânge.
Mama lui era moștenitoarea bogatului Duce de Penthièvre. De asemenea, ea a fost cumnata faimoasei prințese de Lamballe.
În 1781 contesa de Genlis a fost numită guvernanta lui Louis-Charles și a celor doi frați mai mari, Louis-Philippe și Antoine. Doi ani mai târziu abatele Mariottini a fost numit tutorele său însă acesta a demisionat în 1786 upă un conflict cu Madame de Genlis. Louis Charles a fost apoi instruit de către primul șambelan Barrois, înainte de a fi repartizat subg-uvernatorului de Lebrun în 1789.
În aprilie 1793 Louis Charles a fost arestat și închis la Fort-Saint-Jean din Marsilia. În timpul detenției sale, el a contractat tuberculoza care în cele din urmă l-a ucis. Tatăl său a fost executat în noiembrie 1793 însă Louis Charles a rămas închis până în august 1796, când Directoratul Francez a decis să-l exileze în Philadelphia, unde afacerile Republicii Franceze în Statele Unite ale Americii îi garantau un venit anual de 15.000 de franci.
În februarie 1797 Louis Charles și Antoine s-au întâlnit în Philadelphia cu fratele lor mai mare, Louis Philippe. Împreună au călătorit la New York City și Boston, Maine și Nashville.
În septembrie 1797 Louis Charles și frații săi au aflat că mama lor a plecat în exil în Spania, așa că au decis să se întoarcă în Europa. În 1800, ei s-au stabilit în Anglia, la Twickenham (Casa Highshot, clădire demolată în 1927). În septembrie 1804 Louis Charles a intrat în Marina Regală, dar starea lui de sănătate nu i-a permis să-și continue cariera militară. În octombrie, el și frații lui au mers pe într-o scurtă expediție pe coasta franceză. Au fost atacați de către bateriile franceze la Boulogne, dar au scăpat fără răni.
Starea sănătății lui Louis Charles a continuat să se deterioreze; a murit de tuberculoză la două săptămâni după sosirea sa în Malta. Înmormântarea a avut loc pe 3 iunie. Zece ani mai târziu, la 10 aprilie 1818, trupul său a fost îngropat la Catedrala Sf. Ioan din Valletta. 